# سوتيرو أرانغورين
سوتيرو أرانغورين لابايرو (7 مايو 1894 – 26 فبراير 1922) كان لاعب كرة قدم أرجنتيني وُلِد في بوينس آيرس وقضى شبابه في بلاد الباسك. لعب في مركز خط الوسط، وكرّس معظم مسيرته لصالح ريال مدريد. وكان شقيقه يولوجيو زميله في الفريق نفسه.

## السيرة
وُلد في بوينس آيرس، وانتقلت عائلته إلى سان سباستيان لأسباب مهنية عندما كان يبلغ من العمر خمس سنوات. ومنذ طفولته، كان دائمًا برفقة شقيقه الذي لا يفارقه، وشارك كلاهما في صفوف نادي إياسو، حيث كان يبرز أيضًا كلٌّ من ألبرتو ماتشيمبارينا [الإنجليزية]
 وخوسيه ماريا كاستييّ، الذي أصبح لاحقًا المهندس المعماري للملعب القديم التشامارتين، كما أصبح في سنوات لاحقة العضو رقم 1 في النادي. كانت الصفات الكروية لسوتيرو مختلفة تمامًا عن شقيقه الذي كان يتمتع بنزعة دفاعية؛ إذ كان سوتيرو جناحًا أيسر ماهرًا للغاية، سريعًا وذو نزعة هجومية حادة ومباشرة.
ومع انتقال عائلته مرة أخرى، استقر في مدريد، حيث انضم في عام 1911 إلى صفوف النادي المدريدي، الذي كان بحاجة إلى تجديد أجياله. وقد انضم إليه في تلك الفترة اللاعبون كومامالا، وساورا، وسانتياغو برنابيو، وغيرهم، والذين أسهموا جميعًا في رفع مستوى الفريق بشكل ملحوظ. وشكّلوا معًا فريقًا متوازنًا وصلبًا بلغ ذروته عام 1917 عندما تُوّج بلقب بطولة إسبانيا بعد فوزه على أريناس كلوب دي غيتشو بنتيجة 2–1. وكان سوتيرو أحد أبرز لاعبي الفريق وأكثرهم تأثيرًا، وأصبح أحد أوائل النجوم الكبار في قلوب الجماهير المدريدية. لعب لصالح ريال مدريد لمدة سبع سنوات، بين عامي 1911 و1918، وسجّل 4 أهداف في 60 مباراة.
ورغم موهبته الكروية، فقد آثر إكمال دراسته في هندسة الطرق والقنوات. وبعد إنهاء دراسته، انتقل في عام 1918 إلى ميراندا دي إيبرو، حيث باتت كرة القدم، التي لم تكن قد بلغت مرحلة الاحتراف بعد، تحتل مكانة ثانوية في حياته. وبعد أربع سنوات فقط، توفي في سان سباستيان عام 1922 نتيجة إصابته بالالتهاب الرئوي، وهو الحدث الذي صدم الوسط الكروي الإسباني. وقد دفعت وفاته، إلى جانب وفاة نجم آخر من نجوم ريال مدريد هو ماتشيمبارينا، بالنادي إلى إطلاق حملة اشتراك جماهيري لإنشاء تمثال تذكاري يخلد ذكراهما. قُدِّم هذا التمثال في عام 1925، ووُضع بداية في حدائق الملعب، وأصبح بمثابة رمز مقدّس لأجيال اللاعبين التالية، حيث وُضع لاحقًا عند مدخل غرف تبديل الملابس.
كان سوتيرو وشقيقه يولوجيو أرانغورين أول لاعبين أرجنتينيين في صفوف ريال مدريد. يعتبره الموقع الرسمي لريال مدريد «أول رمز أبيض» في تاريخ النادي.
أثارت وفاته موجات من الصدمة في جميع أنحاء كرة القدم الإسبانية، أدت وفاته المبكرة عن عمر يناهز 28 عامًا إلى قيام النادي ببناء تمثال يخلّد ذكرى سوتيرو وأحد زملائه في الفريق الذي تُوفي بعده بعام، ألبرتو ماتشيمبارينا [الإنجليزية]
 (توفي أيضًا في سن مبكرة)، عند مدخل غرفة تبديل ملابس الفريق الأول. نُصِب التمثال عام 1925، ويقع حاليًا في ملعب سانتياغو برنابيو، ويُنظر إليه باعتباره مصدر إلهام ورمزًا مقدسًا لأجيال لاعبي ريال مدريد القادمة. وتوارى جثمانه في سرداب كاتدرائية الراعي الصالح في سان سباستيان.

## الإحصائيات
| النادي                   | الموسم                 | الدرجة                 | الدوري 1  | الدوري 1  | الكأس 2 | الكأس 2 | إقليمي 3 | إقليمي 3 | المجموع 4 | المجموع 4 | معدل تسجيل الأهداف |
| النادي                   | الموسم                 | الدرجة                 | مباريات   | أهداف     | مباريات | أهداف   | مباريات  | أهداف    | مباريات   | أهداف     | معدل تسجيل الأهداف |
| ------------------------ | ---------------------- | ---------------------- | --------- | --------- | ------- | ------- | -------- | -------- | --------- | --------- | ------------------ |
| ريال مدريد (مدريد إف سي) | 1911–12                | 1ª                     | غير موجود | غير موجود | –       | –       | –        | –        | 0         | 0         | 0                  |
| ريال مدريد (مدريد إف سي) | 1912–13                | 1ª                     | غير موجود | غير موجود | 1       | –       | 2        | –        | 3         | 0         | 0                  |
| ريال مدريد (مدريد إف سي) | 1913–14                | 1ª                     | غير موجود | غير موجود | –       | –       | 4        | –        | 4         | 0         | 0                  |
| ريال مدريد (مدريد إف سي) | 1914–15                | 1ª                     | غير موجود | غير موجود | –       | –       | 5        | –        | 5         | 0         | 0                  |
| ريال مدريد (مدريد إف سي) | 1915–16                | 1ª                     | غير موجود | غير موجود | 5       | 2       | 6        | –        | 11        | 2         | 0.18               |
| ريال مدريد (مدريد إف سي) | 1916–17                | 1ª                     | غير موجود | غير موجود | 9       | 2       | 4        | –        | 13        | 2         | 0.15               |
| ريال مدريد (مدريد إف سي) | 1917–18                | 1ª                     | غير موجود | غير موجود | –       | –       | 2        | –        | 2         | 0         | 0                  |
| المجموع مع مدريد إف سي   | المجموع مع مدريد إف سي | المجموع مع مدريد إف سي | 0         | 0         | 15      | 4       | 23       | 0        | 38        | 4         | 0.11               |
| المجموع الكلي            | المجموع الكلي          | المجموع الكلي          | 0         | 0         | 15      | 4       | 23       | 0        | 38        | 4         | 0.11               |

ملاحظات

## الإنجازات
ريال مدريد
- كأس الملك: 1917
- بطولة منطقة الوسط الإقليمية: 1912–13، 1915–16، 1916–17

## وصلات خارجية
- السيرة الذاتية لسوتيرو في الموقع الرسمي لريال مدريد (بالإسبانية)